# قرار مجلس الأمن التابع للأمم المتحدة رقم 1850
قرار مجلس الأمن التابع للأمم المتحدة رقم 1850 المتخذ في 16 ديسمبر 2008.

## القرار
تأكيدا على دعمه للاتفاقات والمفاوضات الناتجة عن قمة الشرق الأوسط لعام 2007 في أنابوليس بولاية ماريلاند، دعا مجلس الأمن الأطراف ودول المنطقة والدول الأخرى والمنظمات الدولية إلى تكثيف جهودها لتحقيق حل الدولتين للصراع الإسرائيلي الفلسطيني، وكذلك التعايش السلمي بين جميع دول المنطقة.
وباتخاذ القرار 1850 (2008) بأغلبية 14 صوتًا مع امتناع ليبيا عن التصويت، في نهاية الاجتماع الذي مثل فيه أربعة أعضاء دائمين بمسؤولين وزاريين ومسؤولين آخرين رفيعي المستوى، أعلن المجلس التزامه بعدم الرجوع عن المفاوضات الثنائية الجارية بين الإسرائيليين والفلسطينيين، وأيد «جهودهم الحثيثة للوصول إلى هدفهم المتمثل في إبرام معاهدة سلام تحل جميع القضايا العالقة...».
وتحقيقا لهذه الغاية، دعا المجلس الطرفين إلى الوفاء بالتزاماتهما بموجب خريطة الطريق والامتناع عن الخطوات التي قد تقوض الثقة أو تضر بنتيجة المفاوضات. ودعا الدول والمنظمات الدولية إلى المساهمة في إيجاد مناخ يفضي إلى المفاوضات ومساعدة السلطة الفلسطينية. وفي الوقت نفسه، حث على تكثيف الجهود الدبلوماسية لتعزيز «الاعتراف المتبادل والتعايش السلمي بين جميع دول المنطقة في سياق تحقيق سلام شامل وعادل ودائم في الشرق الأوسط».
ورحب المجلس بنظر اللجنة الرباعية الدبلوماسية للشرق الأوسط -الأمم المتحدة والولايات المتحدة والاتحاد الأوروبي والاتحاد الروسي- بالتشاور مع الأطراف، في عقد اجتماع دولي في موسكو في عام 2009.
رحب معظم أعضاء المجلس بمشروع القرار، حيث أكد الكثيرون على ضرورة الحفاظ على زخم قمة أنابوليس، وأشار آخرون إلى أن المجلس لم يتخذ أي إجراء بشأن الشرق الأوسط منذ ما يقرب من خمس سنوات.
وشددت السيدة رايس على أن النص أعاد التأكيد على عملية أنابوليس باعتبارها الطريق إلى الأمام، على عكس سياسة حافة الهاوية التي فشلت في الماضي. ووصف النص الخطوط العريضة للمفاوضات، وحدد دور المجتمع الدولي، وأكد عدم رجوع المفاوضات الثنائية، وأيد جهود الأطراف.
وقال السيد لافروف إن الدعوة إلى التنفيذ الكامل للالتزامات المنصوص عليها في خريطة الطريق كانت جزءًا مهمًا بشكل خاص من النص، وكذلك دعم الموقف الفلسطيني الموحد. وقد تم اقتراح عقد القمة في موسكو بهدف مواصلة هذا الزخم. وأشار السيد ميليباند إلى أن قرارات المجلس على مر السنين قد أرست الأساس لتسوية سياسية للحالة، ومن المهم الآن الإعراب عن التصميم على إحراز تقدم حقيقي في عام 2009.
ومع ذلك، قال ممثل ليبيا إن إجراءات المجلس كانت قليلة على مدار الستين عامًا الماضية، مشيرًا إلى أنه عندما أعلنت الهيئة عن قرارتها، لم تُترجم أقوالها إلى أفعال. احتوى النص على غموض متعمد ولم يواجه خروقات غير شرعية لا تخدم السلام بقدر ما تضر به. يمكن للمعتدي أن يفسر مثل هذه النصوص على أنها قبول لممارساته، ويمكن للضحية أن تراها كدليل على تحيز المجتمع الدولي، وبالتالي تعزيز المزيد من اليأس والإحباط.
وأشار إلى أن الوضع في المنطقة منذ انطلاق عملية أنابوليس ازداد تدهوراً، وحث المجلس على التحرك بسرعة لحماية المدنيين الذين يواجهون عقاباً جماعياً، وهو ما يشكل جريمة ضد الإنسانية. إن الشروط الدنيا التي تؤدي إلى حل عادل تتطلب إدانة هذه الممارسات الإسرائيلية ووضع حد لها.

## روابط خارجية
- نص القرار في undocs.org